# Audi 50
Der Audi 50 ist ein Kleinwagen mit Vierzylinder-Ottomotor und Frontantrieb. Das Fahrzeug der Audi NSU Auto Union AG (intern: Typ 86) wurde von Sommer 1974 bis Mitte 1978 hergestellt. Es war weitgehend baugleich mit dem damals zunächst schlechter ausgestatteten VW Polo I, der von 1975 bis 1981 gebaut wurde. Beide Modelle wurden auf demselben Band im Volkswagenwerk Wolfsburg produziert.

## Modellgeschichte

### Allgemeines

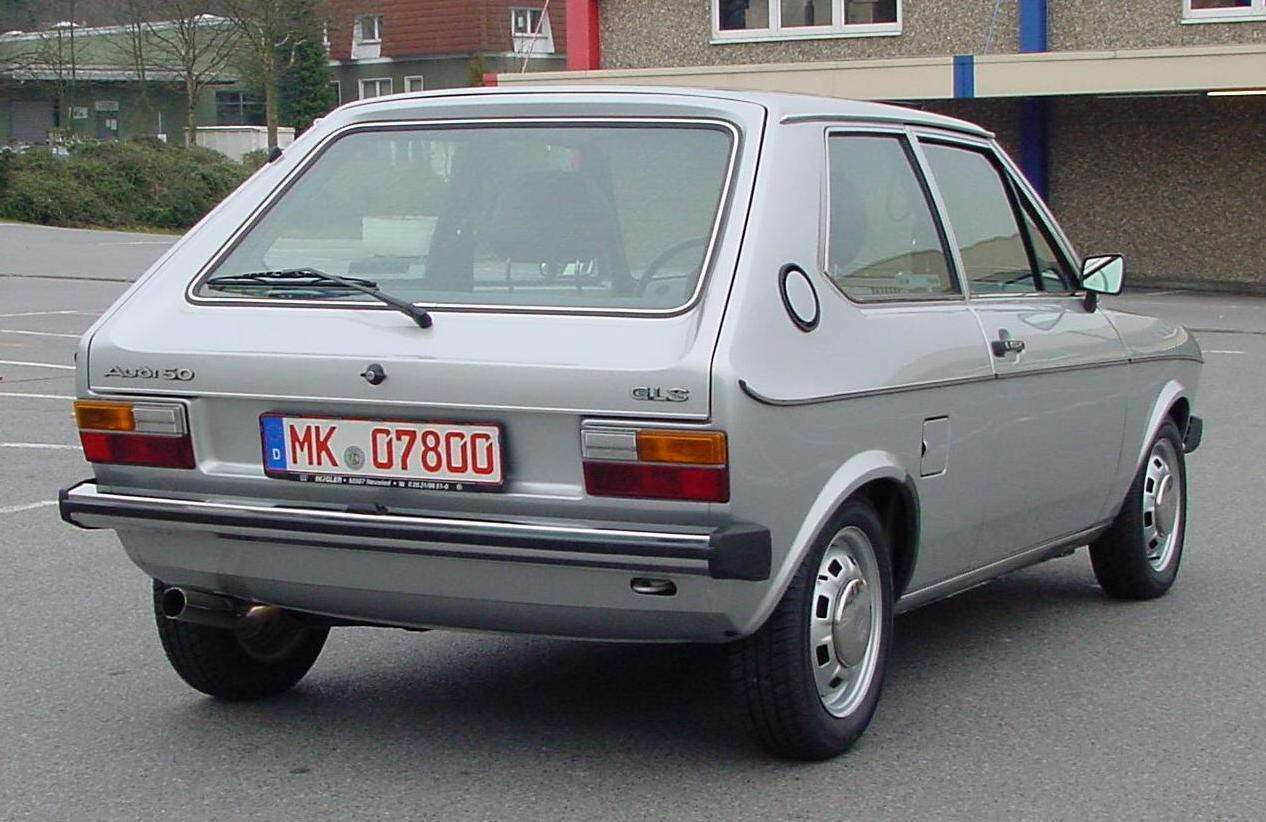
Audi 50 GLS (1976–1978)

Am 26. Oktober 1974 wurde der Audi 50 den Händlern präsentiert. Den Wagen mit einem Hubraum von 1093 cm³ gab es als Audi 50 LS mit 37 kW (50 PS) und auf Normalbenzin ausgelegt. Mit besserer Ausstattung hieß er Audi 50 GL, hatte 44 kW (60 PS), und der höher verdichtende Motor brauchte Superbenzin.
Im August 1976 löste der Audi 50 GLS den bisherigen GL ab. Der LS konnte nun auch mit dem stärkeren 60-PS-Motor bestellt werden.
Ab August 1977 wurde in der stärkeren Variante mit 44 kW ein Motor mit 1,3-Liter-Motor (1272 cm³) Hubraum eingebaut, der für Normalbenzin ausgelegt war.
Mit einfacher Ausstattung und einem kleineren Motor kam im Frühjahr 1975 der VW Polo als Sparversion des Audi 50 auf den Markt. Sein Motor leistete 29 kW (40 PS) aus 900 cm³ Hubraum, der Hub war dafür von 72 auf 59 mm verkleinert worden. Statt einer Startautomatik am Vergaser, wie beim Audi, gab es einen handbetätigten Choke. Serienmäßig hatte der Polo  nur Trommelbremsen auch an der Vorderachse und Diagonalreifen.
Erst im Folgejahr wurden auch für den Polo stärkere Motoren und bessere Ausstattungen angeboten. Dem weiterhin gebauten Polo wurde Anfang 1977 die Stufenheckvariante Derby zur Seite gestellt, der ebenso bei Audi in Ingolstadt entwickelt worden war.

### Einstellung
Aus marketingstrategischen Gründen nahm der VW-Konzern den Audi 50 im Juli 1978 wieder aus seinem Modellprogramm, weil Audi im Volkswagen-Verbund die obere Mittel- und die Oberklasse bedienen sollte. An seine Stelle trat von nun an der baugleiche VW Polo LS und GLS.
In vier Jahren waren 180.828 Einheiten produziert worden. Ein geplantes Facelift, das den Audi 50 näher an den Audi 100 und den neuen Audi 80 rücken sollte, wurde nicht mehr realisiert.
Nach der Produktionseinstellung des Audi 50 dauerte es 21 Jahre, bis Audi 1999 mit dem Audi A2 wieder einen Kleinwagen herstellte, und 32 Jahre, bis es 2010 wieder einen Audi auf einer mit dem Polo gemeinsamen Plattform gab, nämlich den Audi A1 auf der PQ25/A05-Plattform.

### Gegenwart
Heute sind nur wenige Audi 50 erhalten. Beispielsweise waren im Jahr 2005 in Deutschland nur noch 558 Fahrzeuge angemeldet. Verantwortlich dafür ist der fehlende Rostschutz und das, ähnlich wie beim VW Golf I und Passat, teils verwendete Recycling-Stahlblech mit relativ hohem Kupferanteil, das nach wenigen Jahren zu interkristalliner Korrosion neigte.

## Technische Daten
|                                                     | Audi 50 LS | Audi 50 GL (ab 08/1976: Audi 50 GLS) | Audi 50 LS/GLS (ab 08/1977) |
| --------------------------------------------------- | --- | --- | --- |
| Motor:                                              | Vierzylinder Viertakt-Reihenmotor; wassergekühlt mit elektrischem Kühlerventilator, Leichtmetall-Querstrom-Zylinderkopf, Grauguss-Motorblock, Kurbelwelle fünffach gelagert, Nockenwelle über Zahnriemen angetrieben, Schlepphebel | Vierzylinder Viertakt-Reihenmotor; wassergekühlt mit elektrischem Kühlerventilator, Leichtmetall-Querstrom-Zylinderkopf, Grauguss-Motorblock, Kurbelwelle fünffach gelagert, Nockenwelle über Zahnriemen angetrieben, Schlepphebel | Vierzylinder Viertakt-Reihenmotor; wassergekühlt mit elektrischem Kühlerventilator, Leichtmetall-Querstrom-Zylinderkopf, Grauguss-Motorblock, Kurbelwelle fünffach gelagert, Nockenwelle über Zahnriemen angetrieben, Schlepphebel |
| Hubraum:                                            | 1093 cm³ | 1093 cm³ | 1272 cm³ |
| Bohrung × Hub:                                      | 69,5 × 72 mm | 69,5 × 72 mm | 75 × 72 mm |
| Gemischerzeugung:                                   | ein Solex-Fallstromvergaser | ein Solex-Fallstromvergaser | ein Solex-Fallstromvergaser |
| Verdichtung:                                        | 8,0 : 1 | 9,3 : 1 | 8,2 : 1 |
| Leistung bei 1/min:                                 | 37 kW (50 PS) bei 5.800 | 44 kW (60 PS) bei 6.000 | 44 kW (60 PS) bei 5.600 |
| Drehmoment bei 1/min:                               | 75,5 Nm bei 3500 | 83,4 Nm bei 3500 | 93 Nm bei 3500 |
| Antrieb:                                            | Vollsynchronisiertes Viergang-Getriebe, Frontantrieb | Vollsynchronisiertes Viergang-Getriebe, Frontantrieb | Vollsynchronisiertes Viergang-Getriebe, Frontantrieb |
| Karosserie:                                         | Selbsttragende Ganzstahlkarosserie, Tankinhalt 37 Liter | Selbsttragende Ganzstahlkarosserie, Tankinhalt 37 Liter | Selbsttragende Ganzstahlkarosserie, Tankinhalt 37 Liter |
| Fahrwerk:                                           | vorn: MacPherson-Federbeine mit Querlenkern und Stabilisator hinten: Verbundlenkerachse („Koppellenkerachse“), Teleskopstoßdämpfer, Schraubenfedern                                                                                | vorn: MacPherson-Federbeine mit Querlenkern und Stabilisator hinten: Verbundlenkerachse („Koppellenkerachse“), Teleskopstoßdämpfer, Schraubenfedern                                                                                | vorn: MacPherson-Federbeine mit Querlenkern und Stabilisator hinten: Verbundlenkerachse („Koppellenkerachse“), Teleskopstoßdämpfer, Schraubenfedern                                                                                |
| Radstand:                                           | 2335 mm | 2335 mm | 2335 mm |
| Wendekreis:                                         | 9,6 m | 9,6 m | 9,6 m |
| Leergewicht:                                        | 685 kg | 685 kg | 685 kg |
| Maße L × B × H:                                     | 3490 × 1560 × 1304 mm | 3490 × 1560 × 1304 mm | 3490 × 1560 × 1304 mm |
| Höchstgeschwindigkeit:                              | 142 km/h | 152 km/h | 154 km/h |
| Beschleunigung (0–100 km/h):                        | 15,4 s | 13,5 s | 12,9 s |
| Verbrauch auf 100 km:                               | 7,3 l Normalbenzin (91 Oktan) | 7,6 l Superbenzin (98 Oktan) | 8,3 l Normalbenzin (91 Oktan) |
| Preis (September 1974)                              | 8.400 DM | 8.900 DM | 9.915 DM / 10.405 DM (GL/GLS, Sept. 1977) |
| Preis inflationsbereinigt (nach heutiger Kaufkraft) | 14.250 € | 15.098 € | 14.685 € / 15.411 € |

## Produktionszahlen
Vom Audi 50 wurden 180.822 Stück produziert:
| Jahr   | 1974   | 1975   | 1976   | 1977   | 1978  |
| ------ | ------ | ------ | ------ | ------ | ----- |
| Anzahl | 22.146 | 84.343 | 53.536 | 15.584 | 5.213 |